# Whitfield (Kent)
Whitfield is een civil parish in het bestuurlijke gebied Dover, in het Engelse graafschap Kent met 5142 inwoners.